# A Thousand Suns
A Thousand Suns – czwarty studyjny album amerykańskiej grupy Linkin Park, który swoją premierę w Polsce miał 13 września, a światową miał 14 września 2010 roku. Album wydany przez wytwórnię płytową Warner Bros. Records, zaś wyprodukowany przez Ricka Rubina i wokalistę zespołu Mike’a Shinodę. Wśród stylów muzycznych albumu na portalu Rate Your Music wymieniono m.in. eksperymentalny hip-hop, art rock, rock progresywny i inne.
Pierwszym singlem promującym wydawnictwo był wydany 2 sierpnia The Catalyst. Płyta zadebiutowała na 2. miejscu listy OLiS w Polsce.
Album uzyskał status platynowej płyty w Polsce.

## Lista utworów
1. "The Requiem" – 2:01
2. "The Radiance" – 0:57
3. "Burning in the Skies" – 4:13
4. "Empty Spaces" – 0:18
5. "When They Come for Me" – 4:55
6. "Robot Boy" – 4:28
7. "Jornada Del Muerto" – 1:34
8. "Waiting for the End" – 3:51
9. "Blackout" – 4:39
10. "Wretches and Kings" – 4:15
11. "Wisdom, Justice, and Love" – 1:38
12. "Iridescent" – 4:56
13. "Fallout" – 1:23
14. "The Catalyst" – 5:39
15. "The Messenger" – 3:01

Źródło:

### Edycja z DVD
A Thousand Suns + bonus DVD (Live from Madrid)
- Kolor na okładce zamiast białego lub czarnego jest czerwony

1. "The Requiem" – 1:38
2. "Wretches and Kings" – 4:25
3. "Papercut" – 3:18
4. "New Divide" – 4:31
5. "Faint" – 4:08
6. "Empty Spaces / When They Come for Me" – 5:31
7. "Waiting for the End" – 3:53
8. "Iridescent" – 5:02
9. "Numb" – 3:11
10. The Radiance (Piano Version; zawiera fragmenty z "The Catalyst") – 1:50
11. "Breaking the Habit" – 3:59
12. "Shadow of the Day" – 5:15
13. "Fallout" – 1:25
14. "The Catalyst" – 6:10
15. "The Messenger" – 3:41
16. "In the End" – 3:29
17. "What I’ve Done" – 3:32
18. "Bleed It Out / A Place for My Head" – 5:06

### Specjalna edycja na iTunes
1. "New Divide" (Live in Madrid) – 4:35
2. "Waiting for the End" (Live in Madrid) – 4:04
3. "Breaking the Habit" (Live in Madrid) – 4:00
4. "The Catalyst" (Live in Madrid) – 5:57
5. "In the End" (Live in Madrid) – 3:48
6. "What I’ve Done" (Live in Madrid) – 3:32

## Twórcy
- Chester Bennington – wokale główne (oprócz "The Requiem", "The Radiance", "Empty Spaces" i "Wisdom, Justice, and Love"), instrumenty perkusyjne ("When They Come for Me", "Blackout"), gitara rytmiczna ("Iridescent")
- Mike Shinoda – wokale, gitara solowa ("Burning in the Skies"), rap ("When They Come for Me", "Wretches and Kings"), gitara rytmiczna ("Waiting for the End"), pianino, syntezator, sampler, vocoder ("The Reqiuem", "Fallout")
- Brad Delson – gitara prowadząca, keyboard, instrumenty perkusyjne ("When They Come for Me", "Blackout", "The Catalyst"), chórki; gitara akustyczna ("The Messenger"), gitara rytmiczna ("Burning in the Skies")
- Dave „Phoenix” Farrell – gitara basowa, chórki, syntezator
- Joe Hahn - turtablizm, miksowanie, sampler, chórki
- Rob Bourdon – perkusja, chórki (oprócz "Empty Spaces", "Jornada Del Muerto", "Wisdom, Justice, and Love", "Fallout" i "The Messenger")